# Колекційна карткова гра

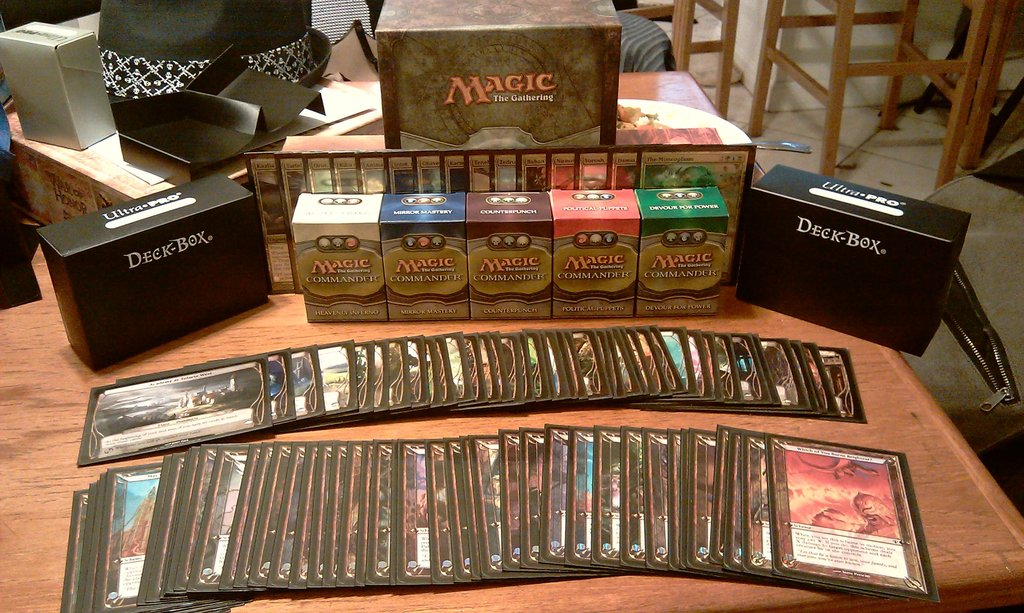
Колекція карток гри Magic: The Gathering

Колекці́йні карткові і́гри (ККІ) — різновид настільних (або картярських) ігор, для гри в які використовуються спеціально розроблені набори карток. Ці картки, крім гральної, мають також самостійну колекційну цінність: вони продаються й обмінюються серед збирачів, через що власне і виникла назва «Колекційні карткові ігри» (ККІ). Хоча колекційні картки відомі дуже давно, логічні ігри з використанням таких карток з'явилися лише на початку 1990-х років, і дуже швидко набули популярності. Однією з найперших та найуспішніших ККІ є гра Magic: The Gathering, яка вважається родоначальницею всього цього класу ігор.

## Основа гри
ККІ дуже близькі до настільних рольових ігор. Сюжети цих ігор базуються або на реальних спортивних змаганнях (автоперегони, баскетбол, бейсбол, футбол, хокей та інші популярні види спорту), або на уявних світах (це можуть бути будь-які сполучення фентезі, наукової фантастики, містики та інших пригодницьких жанрів). В останньому випадку сюжет зазвичай запозичується з відомих книг, коміксів, фільмів, а може й популярних комп'ютерних ігор (як-от Покемон), та інколи це можуть бути і цілком оригінальні сюжети. Яскравим прикладом є гра Magic: The Gathering, яка сама стала джерелом численних книжних новелізацій, супутніх товарів і різноманітних переспівів. Так, гра Ю-Гі-О! засновується на змальованій у другому томі однойменної манги вигаданій грі «Магія і Чаклуни, або Дуель Монстрів», що є алегоричним відображенням тієї ж таки Magic: The Gathering.

Кожна картка ККІ має власну назву, крім того, несе на собі оригінальну ілюстрацію та/або художній текст, а також може мати у грі відповідні спеціальні властивості. Усі ці елементи служать для підтримання атмосфери гри, що дасть гравцю змогу краще вжитися у свою роль, і повинні відповідати сюжету, на якому побудовано гру. Так картка, що має назву «Shivan Dragon», несе на собі зображення крилатого ящіркоподібного створіння, текст такого змісту:
В той час як більшість драконів просто жорстокі, Шиванський Дракон схоже отримує задоволення від страждань інших, часто розважаючись зі своєю жертвою, подібно тому як кіт грає з мишею, перш ніж завдати фінального удару.
і має здібності польоту та вогняного дихання.

## Процес гри
Колекційні карткові ігри — це досить складні стратегічні ігри. У грі беруть участь двоє (інколи і більше) гравців. На відміну від традиційних картярских ігор, таких як бридж, преферанс або покер, де всі гравці грають однією спільною колодою, кількісний та якісний склад якої обмежений і визначений заздалегідь, в ККГ кожен з гравців має власну колоду карток, склад якої він визначає сам, вибираючи на свій смак з доступного йому набору карток. Тому в грі майже ніколи не побачиш двох однакових колод. Складання колоди (англ. deck construction) — вкрай важливий елемент підготовки до гри, чи не важливіший за сам процес гри. Це дозволяє гравцю практично нескінченно варіювати стратегію гри, використовуючи свої улюблені комбінації карток, способи їх взаємодії, та інші елементи гри.
Кожна система ККІ має основний набір правил, які описують цілі гравців, типи карток, що використовуються у грі, та базові принципи взаємодії цих карток. Кожна картка може мати додатковий текст, що визначає особливі ефекти від цієї картки у грі.
Практично всі ККІ побудовані на використанні якоїсь системи ресурсів. Ресурси можуть самі бути певного типу картками гри, або визначатися іншими засобами (такими як особливі фішки, лічильники якогось резерву ресурсів, відмітки на картках тощо). Використання ресурсів є загальним методом контролювання темпу гри. Ресурси також служать для встановлення балансу відносної сили карток. Потужніші картки або ефекти потребують більше ресурсів для їх розігрування. Також контроль над темпом може здійснюватися потоком карток, що входять та виходять з гри (приміром, щоб ввести в гру сильну картку, треба вивести з неї одну чи дві менш сильні).
Під час гри зазвичай гравці по черзі роблять ходи, розігруючи свої картки та виконуючи пов'язані з грою дії. Хід гравця можна розділити на окремі кроки, на кожному з яких виконуються свої специфічні види ігрових дій. Порядок і назви цих кроків відрізняються у різних системах ККІ, однак типовою є така послідовність:
- Відновлення (Restore) — усі картки в грі приводяться у стан готовності до наступного ходу (може бути як на початку, так і наприкінці ходу гравця).
- Підготовка (Standby) — виконуються всі ефекти, обумовлені картками, що на цей час знаходяться у грі.
- Взяття карток (Draw cards) — беруться картки з колоди, для забезпечення циркуляції карток у руці гравця.
- Розігрування карток (Play cards) — картки з руки гравця вводяться у гру, впливаючи на ігрову ситуацію (цей крок може виконуватися двічі, до і після фази конфлікту).
- Конфлікт (Conflict) — виконуються основні дії, направлені на досягнення перемоги у грі; найпоширенішим методом таких дій є бій (combat).
- Скидання карток (Discard cards) — у більшості ККІ максимальна кількість карток, що можуть знаходитися в руці гравця, обмежена, або необхідно їх оновити для наступного ходу.

## Розповсюдження карток

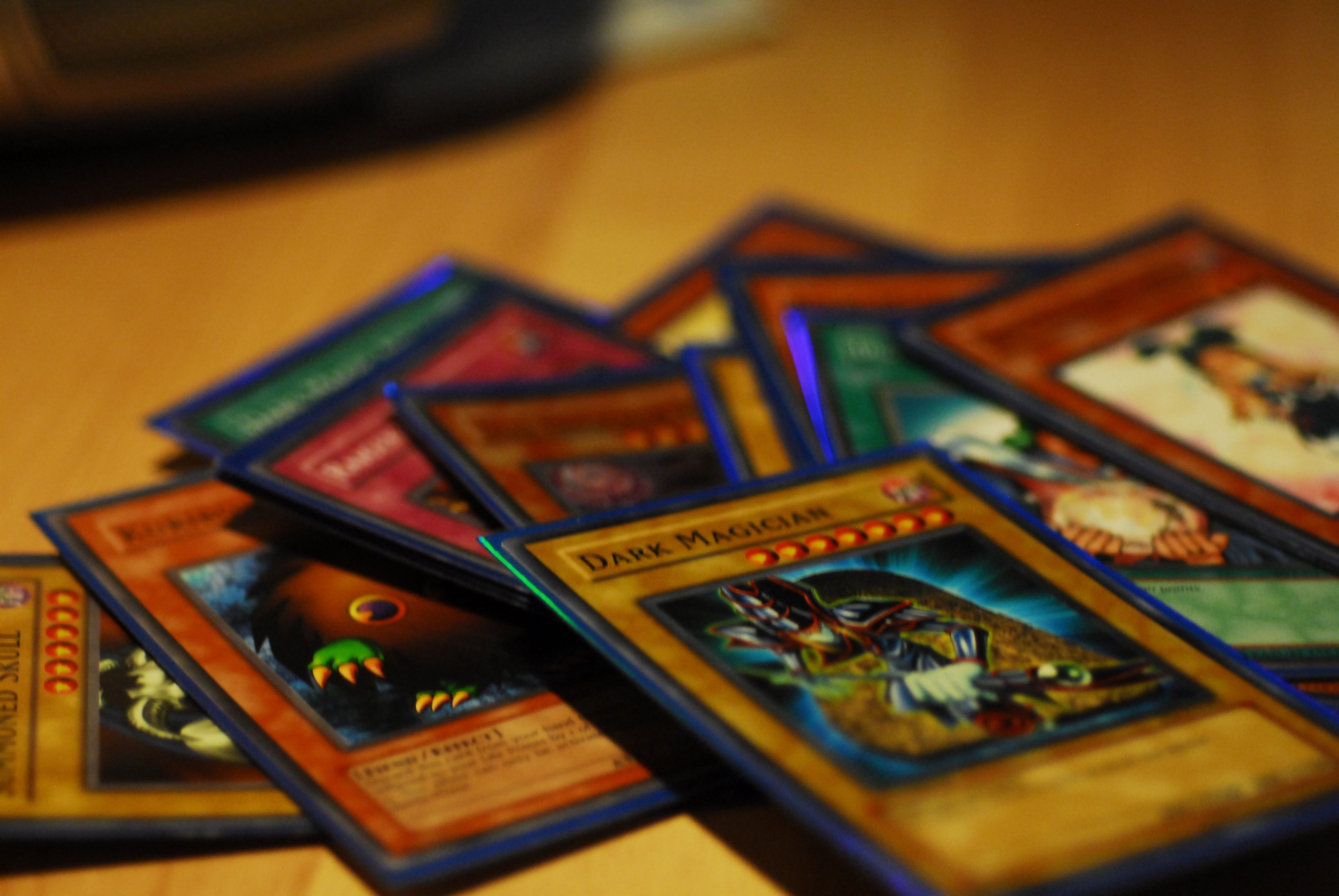
Картки Yu-Gi-Oh!

Усі ККІ є комерційними продуктами, і їх випуск знаходиться під ексклюзивним контролем власників комерційних прав. Конкретні гральні картки можуть друкуватися з різними ступенями відносної розповсюдженості, що загальним чином позначаються як «звичайні» (common), «незвичайні» (uncommon) та «рідкісні» (rare), хоча в деяких іграх можуть використовуватися альтернативні або додаткові визначення ступенів розповсюдженості. Особливі картки можуть бути доступні тільки під час презентацій, рекламних та благодійних акцій. Також поширена практика, коли невелика частина накладу випускається в поліпшеному «лискучому» (foil) варіанті. З погляду гри такі картки нічим не відрізняються від своїх звичайних аналогів, але мають значно вищу колекційну вартість.
Більшість ККІ надходять до продажу як запечатані набори, що містять в собі картки з якоїсь підмножини доступних карток (так само як і будь-які колекційні картки). Найпоширенішими різновидами наборів, що знаходяться у продажу, є:
- Набір для початківців (Starter set) — містить достатню кількість карток для двох гравців. Ці картки зазвичай не дуже сильні (спрощені), і їх кількісний та якісний склад визначений заздалегідь з таким розрахунком, щоб можна було відразу почати гру. Також це єдиний вид набору, до складу якого крім карток і деякого ігрового обладнання (грального поля, фішок тощо) входить буклет з правилами гри, а інколи і диск із навчальною програмою. Набір для початківців зазвичай використовується тільки для навчання гри.
- Турнірний набір (Tournament pack) — містить достатню кількість карток для одного гравця. Зазвичай ці картки підібрані випадковим чином, але з дотриманням деяких базових пропорцій, так щоб цей набір загалом був відразу придатний для гри.
- Тематична колода (Theme deck) — містить достатню кількість карток для одного гравця. Картки в тематичній колоді підібрані так, щоб підкреслити якусь тему, фактор, сюжетний хід або стратегію гри. Склад такої колоди зазвичай не випадковий, а визначений заздалегідь.
- Набори для розвитку, або «бустери» (Booster packs) — найпоширеніший варіант продажу ККІ. Бустери містять невелику кількість (зазвичай від 7 до 15) випадково підібраних карток, які використовуються не для того, щоб відразу розпочати з ними гру, а щоб покращити вже існуючу свою колоду, замінивши чи додавши до неї якісь картки з бустера.

Очевидно, що при формуванні турнірної колоди (або просто сувенірної колекції) у власників залишається деяка кількість невикористаних карток. Це сприяє формуванню вторинного ринку карток, коли картки продаються і обмінюються (наборами і поштучно) вже не офіційними постачальниками гри, а придбавшими їх гравцями і колекціонерами. Така торгівля майже завжди відбувається у гральних клубах, або у пунктах продажу карток. Вартість однієї картки, в залежності від рідкісності картки, її гральної сили і попиту на неї, коливається зазвичай у межах від кількох центів до кількох десятків доларів США. Втім в окремих випадках, ринкова вартість рідкісної картки досить часто сягає сотень, і навіть тисяч доларів США.
Сучасні ККІ також розробляються з можливістю гри через Інтернет. Замість того щоб придбавати реальні картки, гравець започатковує «віртуальну» колекцію, яка існує тільки в електронній пам'яті і картки не можуть продаватися або обмінюватися поза комп'ютерним оточенням. Бувають мережеві версії ігор, які первинно виникли як реальні ККІ, так само як є декілька ігор, які існують винятково в мережевому варіанті.
ККІ користуються величезною популярністю по всьому світу. В них грають як на аматорському, так і на професійному рівні. Гравці деяких ККІ об'єднані в міжнародні спортивні федерації (наприклад, Міжнародне скликання дуелістів), під егідою яких проводяться регулярні спортивні змагання найвищого рівня. Але в Україні ці ігри поки що мало поширені, через високу вартість і важкодоступність гральних наборів.